# Heart Station/Stay Gold
Heart Station/Stay Gold è il ventesimo singolo di Utada Hikaru (il ventottesimo in totale), pubblicato il 20 febbraio 2008, come primo estratto dall'album Heart Station.
Stay Gold ha debuttato in radio il 7 gennaio 2008 ed in anteprima nella classifica Recochoku il 7 dicembre 2007. Heart Station ha debuttato due settimane dopo nella classifica Chaku-Uta Ringtone il 21 gennaio 2008, contemporaneamente alla prima trasmissione radiofonica.
Utada ha interpretato Stay Gold nel tour del 2010 Utada: In the Flesh 2010, ed in due date del tour Wild Life nel dicembre 2010.

## Tracce
CD
1. Heart Station - 4:37
2. Stay Gold - 5:15
3. Heart Station (Original Karaoke) - 4:38
4. Stay Gold (Original Karaoke) - 5:15

## Classifiche
| Classifica (2008)                             | Posizione massima |
| --------------------------------------------- | ----------------- |
| Billboard Billboard Japan Hot 100 - Stay Gold | 1                 |
| Billboard Japan Hot 100                       | 2                 |
| Oricon Weekly singles                         | 3                 |
| RIAJ Reco-kyō ringtones Top 100 - Stay Gold   | 4                 |
| RIAJ Reco-kyō ringtones Top 100               | 9                 |